# Mejdi Traoui
Mejdi Traoui (13 de dezembro de 1983) é um futebolista profissional tunisiano que atua como meia.

## Carreira
Mejdi Traoui representou a Seleção Tunisiana de Futebol nas Olimpíadas de 2004.